# Quần vợt tại Thế vận hội Mùa hè 2016

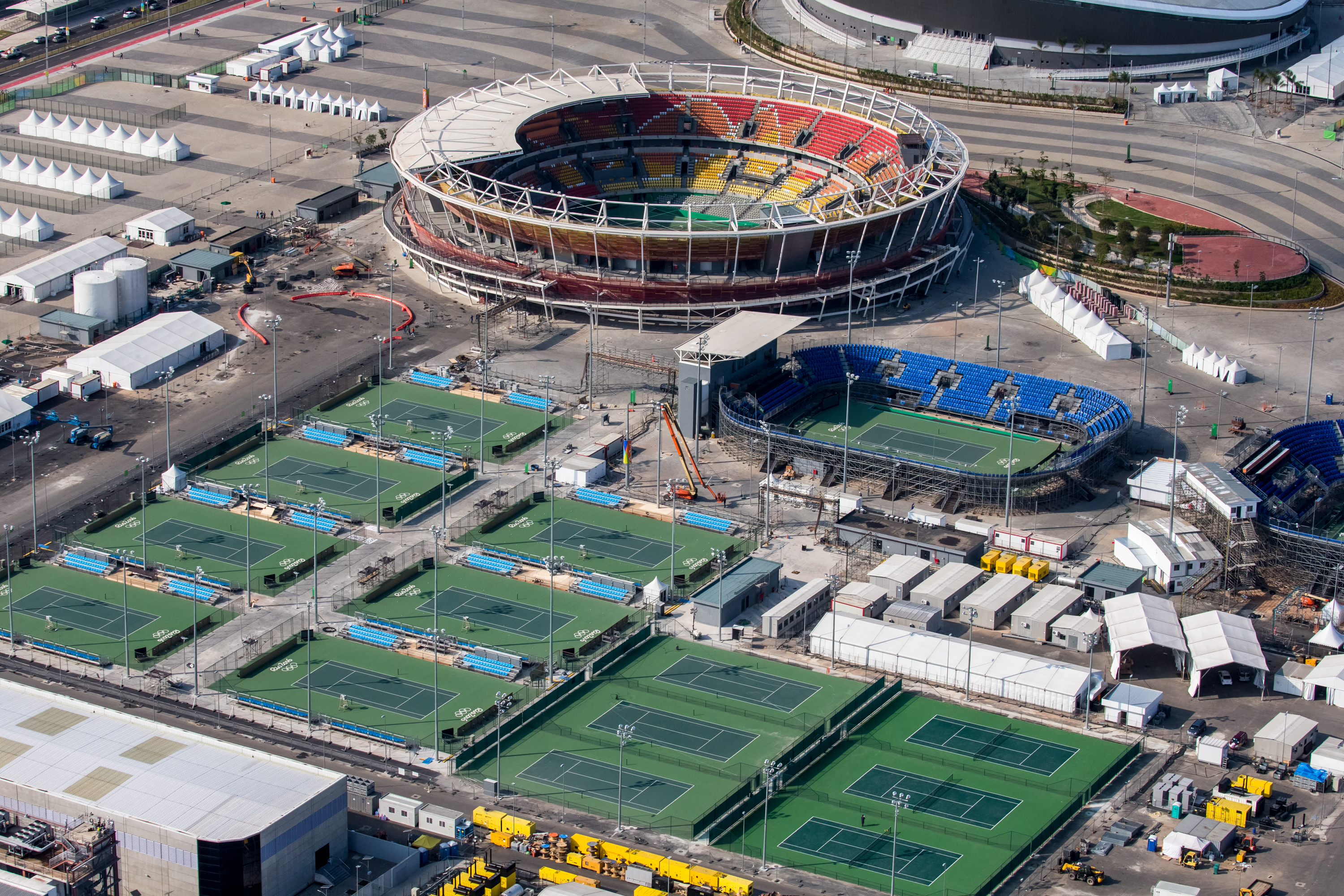
Trung tâm quần vợt Thế vận hội tại công viên Olympic Barra

Môn quần vợt tại Thế vận hội Mùa hè 2016 diễn ra tại Trung tâm quần vợt Olympic, từ 6 tới 14 tháng 8. Giải đấu được diễn ra trên mặt sân cứng được sử dụng ở nhiều giải đấu Bắc Mỹ nhằm giảm sự gián đoạn của các tay vợt đối với các giải thuộc US Open Series.
Ban đầu có tổng cộng 172 tay vợt dự kiến thi đấu ở năm nội dung: đơn và đôi dành cho cả nam và nữ cũng như sự trở lại của đôi nam nữ lần thứ hai liên tiếp. Tuy nhiên, cuối cùng có tới 105 nam và 97 tay vợt nữ được bốc thăm. Các nội dung quần vợt Olympic được tổ chức và điều hành bởi Ủy ban Olympic Brasil (COB) và Liên đoàn quần vợt quốc tế (ITF), và là một phần trong tour đấu của Hiệp hội quần vợt nhà nghề (ATP) và Hiệp hội quần vợt nữ (WTA).
Giải đấu Olympic 2016 Olympic là lần thứ mười lăm quần vợt xuất hiện tại Thế vận hội (không tính hai kỳ, 1968 và 1984, khi quần vợt là môn biểu diễn), và là lần thứ tám kể từ 1988, khi quần vợt chính thức được trở lại với Thế vận hội. Không giống như các nội dung Olympic khác, giải Olympic 2016 các tay vợt không giành được điểm xếp hạng.
Kỳ thế vận hội này sử dụng khoảng 32.000 quả bóng quần vợt.

## Diễn biến chính
Serena Williams là nhà đương kim vô địch nội dung đơn nữ, nhưng để thua trước Elina Svitolina ở vòng 3. Tay vợt người Puerto Rico không được xếp hạng hạt giống Monica Puig giành huy chương vàng sau khi đánh bại số hai thế giới người Đức Angelique Kerber ở chung kết với các tỉ số 6–4, 4–6, 6–1. Đây là tấm huy chương vàng Thế vận hội đầu tiên của Puerto Rico trong khi Puig là nữ vận động viên đầu tiên giành huy chương Olympic của quốc gia này.
Ở nội dung đơn nam, Andy Murray của Anh Quốc là người vô địch bốn năm về trước. Novak Djokovic là hạt giống số một và đang trên đường hoàn tất Slam Vàng sự nghiệp. Tuy vậy anh bị người giành huy chương đồng năm 2012 Juan Martín del Potro loại ngay ở vòng một. Murray bảo vệ thành công tấm huy chương vàng sau khi chiến thắng del Potro ở chung kết với tỉ số các séc là 7–5, 4–6, 6–2, 7–5. Murray trở thành người đầu tiên, cả nam lẫn nữ, giành vàng ở nội dung đánh đơn trong hai kỳ Olympic liên tiếp.
Serena và Venus Williams là nhà đương kim vô địch trong tám năm qua và là hạt giống số một nội dung đôi nữ, nhưng thua cặp đội của Cộng hòa Séc là Lucie Šafářová và Barbora Strýcová ngay tại vòng một. Thất bại này là thất bại đầu tiên, đồng thời chấm dứt chuỗi 15 trận toàn thắng của đôi vợt người Mỹ ở Thế vận hội. Cặp vận động viên của Nga Ekaterina Makarova và Elena Vesnina chiến thắng 6–4, 6–4 trong trận chung kết trước Timea Bacsinszky và Martina Hingis. Thất bại này khiến Martina Hingis không thể trở thành nữ tay vợt thứ năm hoàn tất Slam Vàng sự nghiệp ở nội dung đôi.
Tại cuộc thi đấu giữa các đôi vợt nam, Bob và Mike Bryan là đương kim vô địch, nhưng rút lui khỏi giải do lo ngại về vấn đề sức khỏe. Cặp hạt giống số một Pierre-Hugues Herbert và Nicolas Mahut của Pháp thua ở vòng một trước Juan Sebastian Cabal và Robert Farah tới từ Colombia. Marc López và Rafael Nadal của Tây Ban Nha giành huy chương vàng sau khi hạ gục Florin Mergea và Horia Tecău của Rumani 6–2, 3–6, 6–4 trong trận chung kết.
Victoria Azarenka và Max Mirnyi là đương kim vô địch ở nội dung đôi nam nữ, tuy nhiên đã không thể bảo vệ danh hiệu này sau khi Azarenka rút lui vì đang mang thai. Cặp đôi Bethanie Mattek-Sands và Jack Sock mang về tấm huy chương vàng duy nhất của Mỹ trong môn quần vợt tại Rio sau khi vượt qua cặp vận động viên đồng hương Venus Williams và Rajeev Ram với các tỉ số điểm 6–7(3–7), 6–1, [10–7].

## Vòng loại
Tại nội dung đơn, top 56 tay vợt xếp hạng thế giới vào ngày 6 tháng 6 năm 2016 của WTA và ATP sẽ giành quyền tham dự Thế vận hội. Tuy nhiên sẽ bị giới hạn bốn tay vợt cho một quốc gia. Điều đó có nghĩa những tay vợt được xếp hạng nằm trong top 56 nhưng đại diện cho NOC đã có 4 tay vợt xếp hạng cao hơn sẽ không vượt qua vòng loại, cho phép những tay vợt ở bên ngoài top 56 nhưng đến từ quốc gia có ít hơn bốn suất tranh tài. Một tay vợt chỉ có thể được tham dự nếu đủ tiêu chuẩn được chọn vào thi đấu tại Davis Cup hoặc Fed Cup của quốc gia hai trong những năm sau: 2013, 2014, 2015, và 2016, với một trong số đó là 2015 hoặc 2016. Còn lại tám suất, sáu sẽ được quyết định bởi Ủy ban Olympic của ITF, hai suất còn lại sẽ được IOC trao cho các tay vợt ở các nước nhỏ.
Ở nội dung đôi, hai mươi tư đôi được mặc định vượt qua vòng loại dự trên bảng xếp hạng được công bố ngày 6 tháng 6 năm 2016, với tối đa hai đôi một NOC. Các tay vợt trong top 10 của bảng xếp hạng đôi có thể giành được một suất, miễn là họ có cặp để tham gia cùng. Trong khi đó, còn lại tám cặp sẽ được quyết định bởi Ủy ban Olympic của ITF.

## Thể thức thi đấu
Môn quần vợt tại Thế vận hội Mùa hè là giải đấu loại trực tiếp. Ở nội dung đơn có 64 tay vợt, có nghĩa là có tổng cộng sáu vòng, nội dung đôi có 32 cặp nên có năm vòng, còn 4 vòng đối với nội dung đôi nam nữ khi chỉ có 16 cặp. Các tay vợt lọt vào bán kết có cơ hội giành được huy chương, thua ở bán kết sẽ tranh tài trong trận tranh huy chương đồng.
Các trận đấu sẽ diễn ra theo thể thức đánh ba thắng hai trừ trận chung kết đơn nam sẽ là đánh năm thắng ba. Tie break sẽ được sử dụng ở tất cả các set. Nội dung đôi nam nữ set thứ ba sẽ được thi đấu dưới dạng một trận tie-break (10 điểm).

## Lịch thi đấu
| Ngày        | 6 tháng 8 | 7 tháng 8 | 8 tháng 8 | 9 tháng 8 | 10 tháng 8              | 11 tháng 8 | 12 tháng 8    | 13 tháng 8    | 14 tháng 8    |
| Ngày        | Thứ Bảy   | Chủ Nhật  | Thứ Hai   | Thứ Ba    | Thứ Tư                  | Thứ Năm    | Thứ Sáu       | Thứ Bảy       | Chủ Nhật      |
| Giờ bắt đầu | 11:00     | 11:00     | 11:00     | 11:00     | —                       | 11:00      | 12:00         | 12:00         | 12:00         |
| ----------- | --------- | --------- | --------- | --------- | ----------------------- | ---------- | ------------- | ------------- | ------------- |
| Đơn nam     | Vòng 64   | Vòng 64   | Vòng 32   | Vòng 32   | Hủy thi đấu do trới mưa | Vòng 16    | Tứ kết        | Bán kết       | HCĐ/Chung kết |
| Đơn nữ      | Vòng 64   | Vòng 64   | Vòng 32   | Vòng 16   | Hủy thi đấu do trới mưa | Tứ kết     | Bán kết       | HCĐ/Chung kết | —             |
| Đôi nam     | Vòng 32   | Vòng 32   | Vòng 16   | Tứ kết    | Hủy thi đấu do trới mưa | Bán kết    | HCĐ/Chung kết | —             | —             |
| Đôi nữ      | Vòng 32   | Vòng 32   | Vòng 16   | Vòng 16   | Hủy thi đấu do trới mưa | Tứ kết     | Bán kết       | HC Đồng       | Chung kết     |
| Đôi nam nữ  | —         | —         | —         | —         | Hủy thi đấu do trới mưa | Vòng 16    | Tứ kết        | Bán kết       | HCĐ/Chung kết |

## Huy chương

### Bảng xếp hạng huy chương
| Hạng                | Đoàn                | Vàng | Bạc | Đồng | Tổng số |
| ------------------- | ------------------- | ---- | --- | ---- | ------- |
| 1                   | Hoa Kỳ              | 1    | 1   | 1    | 3       |
| 2                   | Puerto Rico         | 1    | 0   | 0    | 1       |
| 2                   | Nga                 | 1    | 0   | 0    | 1       |
| 2                   | Tây Ban Nha         | 1    | 0   | 0    | 1       |
| 2                   | Anh Quốc            | 1    | 0   | 0    | 1       |
| 6                   | România             | 0    | 1   | 0    | 1       |
| 6                   | Thụy Sĩ             | 0    | 1   | 0    | 1       |
| 6                   | Đức                 | 0    | 1   | 0    | 1       |
| 6                   | Argentina           | 0    | 1   | 0    | 1       |
| 10                  | Cộng hòa Séc        | 0    | 0   | 3    | 3       |
| 11                  | Nhật Bản            | 0    | 0   | 1    | 1       |
| Tổng số (11 đơn vị) | Tổng số (11 đơn vị) | 5    | 5   | 5    | 15      |

### Danh sách huy chương
| Đơn nam    | Andy Murray · Anh Quốc                     | Juan Martín del Potro · Argentina           | Nishikori Kei · Nhật Bản                         |  |  |  |
| Đôi nam    | Marc López · Rafael Nadal · Tây Ban Nha    | Florin Mergea · Horia Tecău · România       | Steve Johnson · Jack Sock · Hoa Kỳ               |  |  |  |
|            |                                            |                                             |                                                  |  |  |  |
| Đơn nữ     | Monica Puig · Puerto Rico                  | Angelique Kerber · Đức                      | Petra Kvitová · Cộng hòa Séc                     |  |  |  |
| Đôi nữ     | Ekaterina Makarova · Elena Vesnina · Nga   | Timea Bacsinszky · Martina Hingis · Thụy Sĩ | Lucie Šafářová · Barbora Strýcová · Cộng hòa Séc |  |  |  |
|            |                                            |                                             |                                                  |  |  |  |
| Đôi nam nữ | Bethanie Mattek-Sands · Jack Sock · Hoa Kỳ | Venus Williams · Rajeev Ram · Hoa Kỳ        | Lucie Hradecká · Radek Štěpánek · Cộng hòa Séc   |  |  |  |

## Hạt giống đơn

### Đơn nam
| Hạt giống | Hạng | Tay vợt                             | Kết quả                                                       |
| --------- | ---- | ----------------------------------- | ------------------------------------------------------------- |
| 1         | 1    | Novak Djokovic · Serbia             | Vòng một, thua Juan Martín del Potro · Argentina              |
| 2         | 2    | Andy Murray · Anh Quốc              | Tranh huy chương vàng thắng Juan Martín del Potro · Argentina |
| 3         | 5    | Rafael Nadal · Tây Ban Nha          | Tranh huy chương đồng thua Nishikori Kei · Nhật Bản           |
| 4         | 6    | Nishikori Kei · Nhật Bản            | Tranh huy chương đồng thắng Rafael Nadal · Tây Ban Nha        |
| 5         | 9    | Jo-Wilfried Tsonga · Pháp           | Vòng hai thua Gilles Müller · Luxembourg                      |
| 6         | 11   | Gaël Monfils · Pháp                 | Tứ kết thua Nishikori Kei · Nhật Bản                          |
| 7         | 12   | David Ferrer · Tây Ban Nha          | Vòng hai thua Evgeny Donskoy · Nga                            |
| 8         | 13   | David Goffin · Bỉ                   | Vòng ba thua Thomaz Bellucci · Brasil                         |
| 9         | 14   | Marin Čilić · Croatia               | Vòng ba thua Gaël Monfils · Pháp                              |
| 10        | 16   | Roberto Bautista Agut · Tây Ban Nha | Tứ kết thua Juan Martín del Potro · Argentina                 |
| 11        | 21   | Pablo Cuevas · Uruguay              | Vòng hai thua Thomaz Bellucci · Brasil                        |
| 12        | 22   | Steve Johnson · Hoa Kỳ              | Tứ kết thua Andy Murray · Anh Quốc                            |
| 13        | 23   | Philipp Kohlschreiber · Đức         | Vòng hai thua Andrej Martin · Slovakia                        |
| 14        | 25   | Jack Sock · Hoa Kỳ                  | Vòng một thua Daniel Taro · Nhật Bản                          |
| 15        | 31   | Gilles Simon · Pháp                 | Vòng ba thua Rafael Nadal · Tây Ban Nha                       |
| 16        | 32   | Benoit Paire · Pháp                 | Vòng hai thua Fabio Fognini · Ý                               |

Các tay vợt sau nhận được lời mời từ ITF:
- Nikoloz Basilashvili
 Gruzia
- Sugita Yūichi
 Nhật Bản
- Daniel Taro
 Nhật Bản
- Andrej Martin
 Slovakia
- Thomas Fabbiano
 Ý
- Radu Albot
 Moldova

Các tay vợt sau nhận được lời mời từ Ủy ban Ba bên:
- Mirza Bašić
 Bosna và Hercegovina
- Darian King
 Barbados

Các tay vợt sau ban đầu được xếp hạt giống nhưng sau đó rút lui trước giải:
- Roger Federer (SUI) – chấn thương đầu gối
- Stanislas Wawrinka (SUI) – chấn thương lưng
- Milos Raonic (CAN) – lo ngại về sức khỏe
- Tomáš Berdych (CZE) – lo ngại về sức khỏe
- Richard Gasquet (FRA) – chấn thương lưng

### Đơn nữ
| Hạt giống | Hạng | Tay vợt                            | Kết quả                                                 |
| --------- | ---- | ---------------------------------- | ------------------------------------------------------- |
| 1         | 1    | Serena Williams · Hoa Kỳ           | Vòng ba thua Elina Svitolina · Ukraina                  |
| 2         | 2    | Angelique Kerber · Đức             | Tranh huy chương vàng thua Monica Puig · Puerto Rico    |
| 3         | 4    | Garbiñe Muguruza · Tây Ban Nha     | Vòng ba thua Monica Puig · Puerto Rico                  |
| 4         | 5    | Agnieszka Radwańska · Ba Lan       | Vòng một thua Trịnh Trại Trại · Trung Quốc              |
| 5         | 6    | Venus Williams · Hoa Kỳ            | Vòng một thua Kirsten Flipkens · Bỉ                     |
| 6         | 8    | Roberta Vinci · Ý                  | Vòng một thua Anna Karolína Schmiedlová · Slovakia      |
| 7         | 9    | Madison Keys · Hoa Kỳ              | Tranh huy chương đồng thua Petra Kvitová · Cộng hòa Séc |
| 8         | 10   | Svetlana Kuznetsova · Nga          | Vòng ba thua Johanna Konta · Anh Quốc                   |
| 9         | 12   | Carla Suárez Navarro · Tây Ban Nha | Vòng ba thua Madison Keys · Hoa Kỳ                      |
| 10        | 13   | Johanna Konta · Anh Quốc           | Tứ kết thua Angelique Kerber · Đức                      |
| 11        | 14   | Petra Kvitová · Cộng hòa Séc       | Tranh huy chương đồng thắng Madison Keys · Hoa Kỳ       |
| 12        | 15   | Timea Bacsinszky · Thụy Sĩ         | Vòng một thua Trương Soái · Trung Quốc                  |
| 13        | 18   | Samantha Stosur · Úc               | Vòng ba thua Angelique Kerber · Đức                     |
| 14        | 19   | Anastasia Pavlyuchenkova · Nga     | Vòng hai thua Monica Puig · Puerto Rico                 |
| 15        | 20   | Elina Svitolina · Ukraina          | Tứ kết thua Petra Kvitová · Cộng hòa Séc                |
| 16        | 21   | Barbora Strýcová · Cộng hòa Séc    | Vòng hai thua Sara Errani · Ý                           |

Các tay vợt sau nhận được lời mời từ ITF:
- Mariana Duque Mariño
 Colombia
- Polona Hercog
 Slovenia
- Magda Linette
 Ba Lan
- Trịnh Trại Trại
 Trung Quốc
- Teliana Pereira
 Brasil
- Ons Jabeur
 Tunisia

Các tay vợt sau nhận được lời mời từ Ủy ban Ba bên:
- Verónica Cepede Royg
 Paraguay
- Stephanie Vogt
 Liechtenstein

Các tay vợt sau ban đầu được xếp hạt giống nhưng sau đó rút lui trước giải:
- Simona Halep (ROU) – lo ngại về sức khỏe
- Victoria Azarenka (BLR) – mang thai
- Belinda Bencic (SUI) – chấn thương cổ tay
- Karolína Plíšková (CZE) – lo ngại về sức khỏe
- Dominika Cibulková (SVK) – chấn thương chân

## Hạt giống đôi

### Đôi nam
| Hạt giống | Hạng | Đội                                                | Kết quả                                                            |
| --------- | ---- | -------------------------------------------------- | ------------------------------------------------------------------ |
| 1         | 3    | Pierre-Hugues Herbert & Nicolas Mahut · Pháp       | Vòng một thua Juan Sebastian Cabal & Robert Farah · Colombia       |
| 2         | 6    | Andy Murray & Jamie Murray · Anh Quốc              | Vòng một thua Thomaz Bellucci & André Sá · Brasil                  |
| 3         | 11   | Marcelo Melo & Bruno Soares · Brasil               | Tứ kết thua Florin Mergea & Horia Tecău · România                  |
| 4         | 20   | Gael Monfils & Jo-Wilfried Tsonga · Pháp           | Vòng một thua Brian Baker & Rajeev Ram · Hoa Kỳ                    |
| 5         | 24   | Florin Mergea & Horia Tecău · România              | Tranh huy chương vàng thua Marc López & Rafael Nadal · Tây Ban Nha |
| 6         | 26   | Marc López & Rafael Nadal · Tây Ban Nha            | Tranh huy chương vàng thắng Florin Mergea & Horia Tecău · România  |
| 7         | 27   | Daniel Nestor & Vasek Pospisil · Canada            | Tranh huy chương đồng thua Steve Johnson & Jack Sock · Hoa Kỳ      |
| 8         | 28   | Roberto Bautista Agut & David Ferrer · Tây Ban Nha | Tứ kết thua Steve Johnson & Jack Sock · Hoa Kỳ                     |

Các tay vợt sau nhận được lời mời từ ITF:
- Lukáš Rosol & Radek Štěpánek
 Cộng hòa Séc
- Marcus Daniell & Michael Venus
 New Zealand
- Thomaz Bellucci & André Sá
 Brasil
- Julio Peralta & Hans Podlipnik-Castillo
 Chile
- Andrej Martin & Igor Zelenay
 Slovakia
- Illya Marchenko & Denys Molchanov
 Ukraina
- Santiago González & Miguel Ángel Reyes-Varela
 México
- Sanchai Ratiwatana & Sonchat Ratiwatana
 Thái Lan

### Đôi nữ
| Hạt giống | Hạng | Đội                                                   | Kết quả                                                                     |
| --------- | ---- | ----------------------------------------------------- | --------------------------------------------------------------------------- |
| 1         | 7    | Serena Williams & Venus Williams · Hoa Kỳ             | Vòng một thua Lucie Šafářová & Barbora Strýcová · Cộng hòa Séc              |
| 2         | 7    | Caroline Garcia & Kristina Mladenovic · Pháp          | Vòng một thua Doi Misaki & Hozumi Eri · Nhật Bản                            |
| 3         | 12   | Chiêm Vịnh Nhiên & Chiêm Hạo Tình · Đài Bắc Trung Hoa | Tứ kết thua Martina Hingis & Timea Bacsinszky · Thụy Sĩ                     |
| 4         | 16   | Garbiñe Muguruza & Carla Suárez Navarro · Tây Ban Nha | Tứ kết thua Elena Vesnina & Ekaterina Makarova · Nga                        |
| 5         | 16   | Martina Hingis & Timea Bacsinszky · Thụy Sĩ           | Tranh huy chương vàng thua Elena Vesnina & Ekaterina Makarova · Nga         |
| 6         | 20   | Lucie Hradecká & Andrea Hlaváčková · Cộng hòa Séc     | Tranh huy chương đồng thua Lucie Šafářová & Barbora Strýcová · Cộng hòa Séc |
| 7         | 22   | Elena Vesnina & Ekaterina Makarova · Nga              | Tranh huy chương vàng thắng Martina Hingis & Timea Bacsinszky · Thụy Sĩ     |
| 8         | 32   | Sara Errani & Roberta Vinci · Ý                       | Tứ kết thua Lucie Šafářová & Barbora Strýcová · Cộng hòa Séc                |

Các tay vợt sau nhận được lời mời từ ITF:
- Gabriela Dabrowski & Eugenie Bouchard
 Canada
- Doi Misaki & Hozumi Eri
 Nhật Bản
- Lyudmyla Kichenok & Nadiia Kichenok
 Ukraina
- Raluca Olaru & Andreea Mitu
 România
- Tímea Babos & Réka Luca Jani
 Hungary
- Trương Soái & Bành Soái
 Trung Quốc
- Teliana Pereira & Paula Cristina Gonçalves
 Brasil
- Klaudia Jans-Ignacik & Paula Kania
 Ba Lan

### Đôi nam nữ
| Hạt giống | Hạng | Đội                                                | Kết quả                                                                   |
| --------- | ---- | -------------------------------------------------- | ------------------------------------------------------------------------- |
| 1         | 4    | Caroline Garcia & Nicolas Mahut · Pháp             | Vòng một thua Teliana Pereira & Marcelo Melo · Brasil                     |
| 2         | 6    | Kristina Mladenovic & Pierre-Hugues Herbert · Pháp | Vòng một thua Roberta Vinci & Fabio Fognini · Ý                           |
| 3         | 9    | Garbiñe Muguruza & Rafael Nadal · Tây Ban Nha      | Vòng một, bỏ cuộc                                                         |
| 4         | 16   | Sania Mirza & Rohan Bopanna · Ấn Độ                | Tranh huy chương đồng thua Lucie Hradecká & Radek Štěpánek · Cộng hòa Séc |